# В-22 (велосипед)

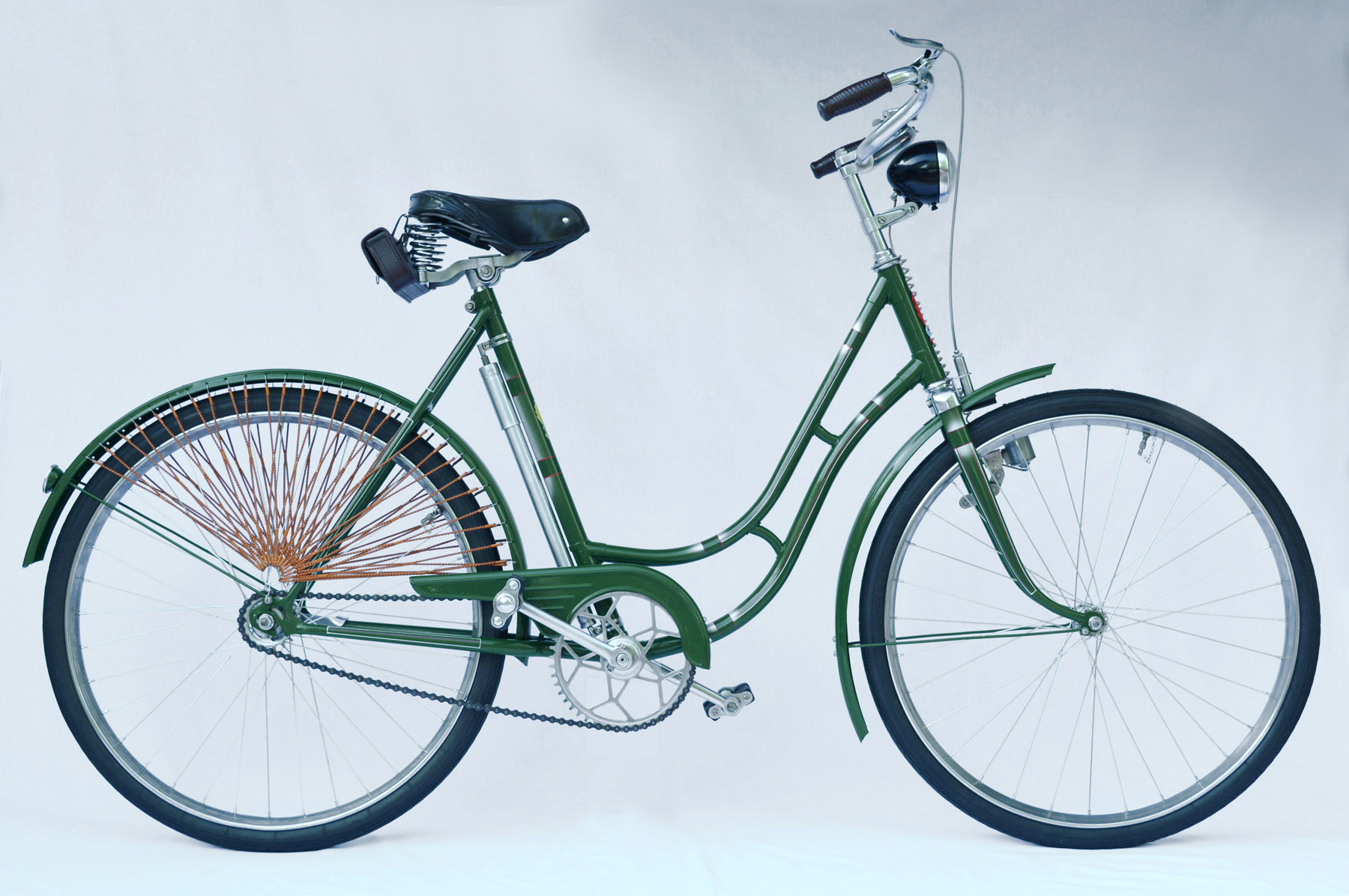
Жіночий велосипед ХВЗ В-22, модель 1955 року

В-22 – жіночий дорожній велосипед виробництва Харківського велосипедного заводу. Був першим жіночим велосипедом, що вироблявся в СРСР у 1947—1956 роках.

## Загальна інформація
Після Другої світової війни виробнича база ХВЗ була поповнена обладнанням та верстатами, велосипедних заводів вивезених з Німеччини  як військові репарації.
Першою масовою продукцією нового підприємства в 1940-х роках були велосипеди В-14, В-17 та жіноча модель В-22, які було розроблено на основі німецької документації.
У 1947 році вперше в Радянському Союзі було випущено велосипед для жінок із заниженою елегантною рамою. Велосипед був обладнаний колесами розміром 26 дюймів, із шинами 559×40 мм (26" х 1,75"). Привідний ланцюг велосипеда прикривався захисним щитком. Для запобігання попадання спідниці в заднє колесо, було передбачено встановлення тканої захисної сітки. Переднє колесо було обладнане додатковим ручним гальмом «штемпельного» типу, яке діяло на покришку. Заднє колесо з гальмівною втулкою типу Torpedo.

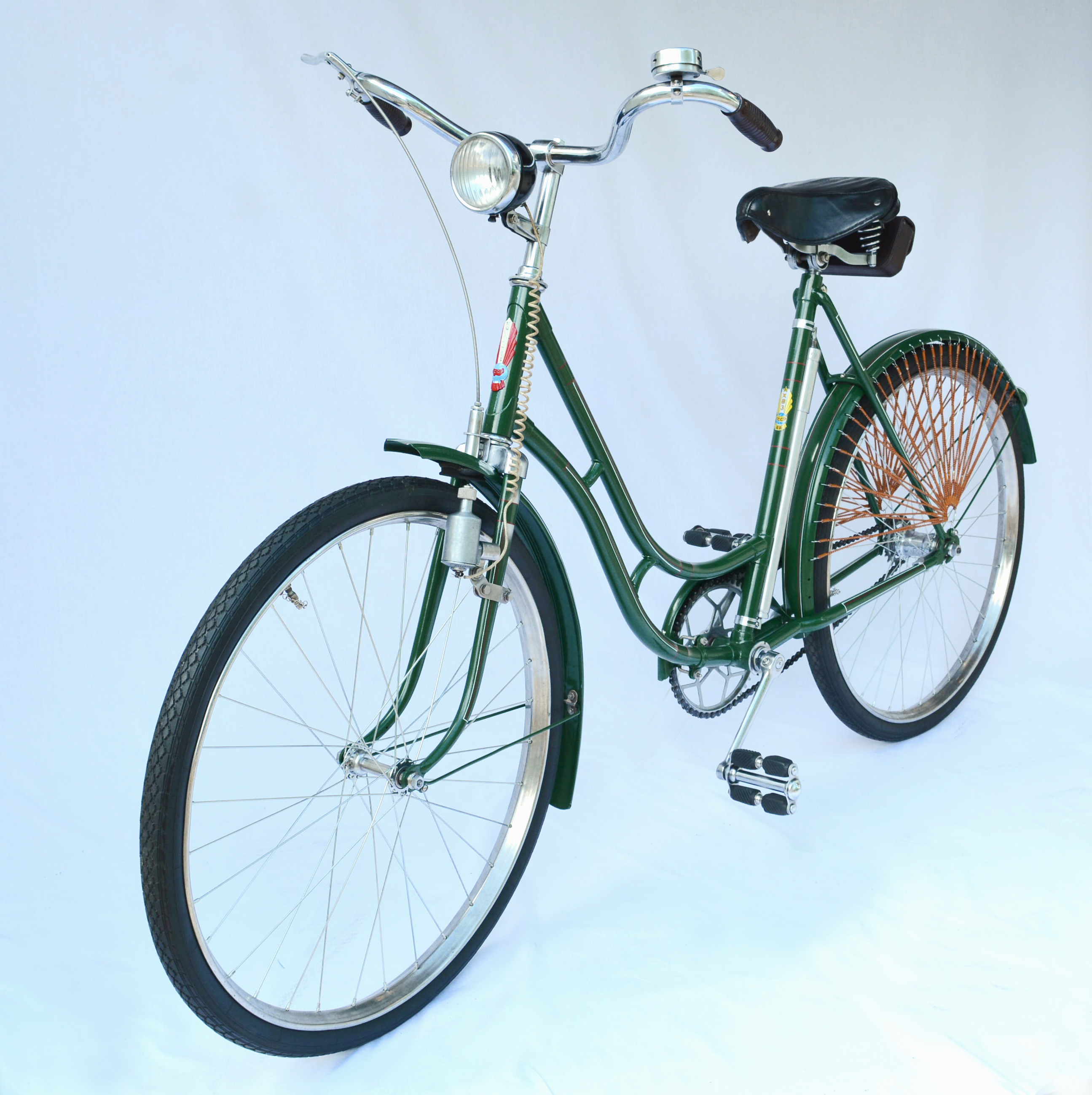
Велосипед був обладнаний додатковим переднім ручним гальмом «штемпельного» типу

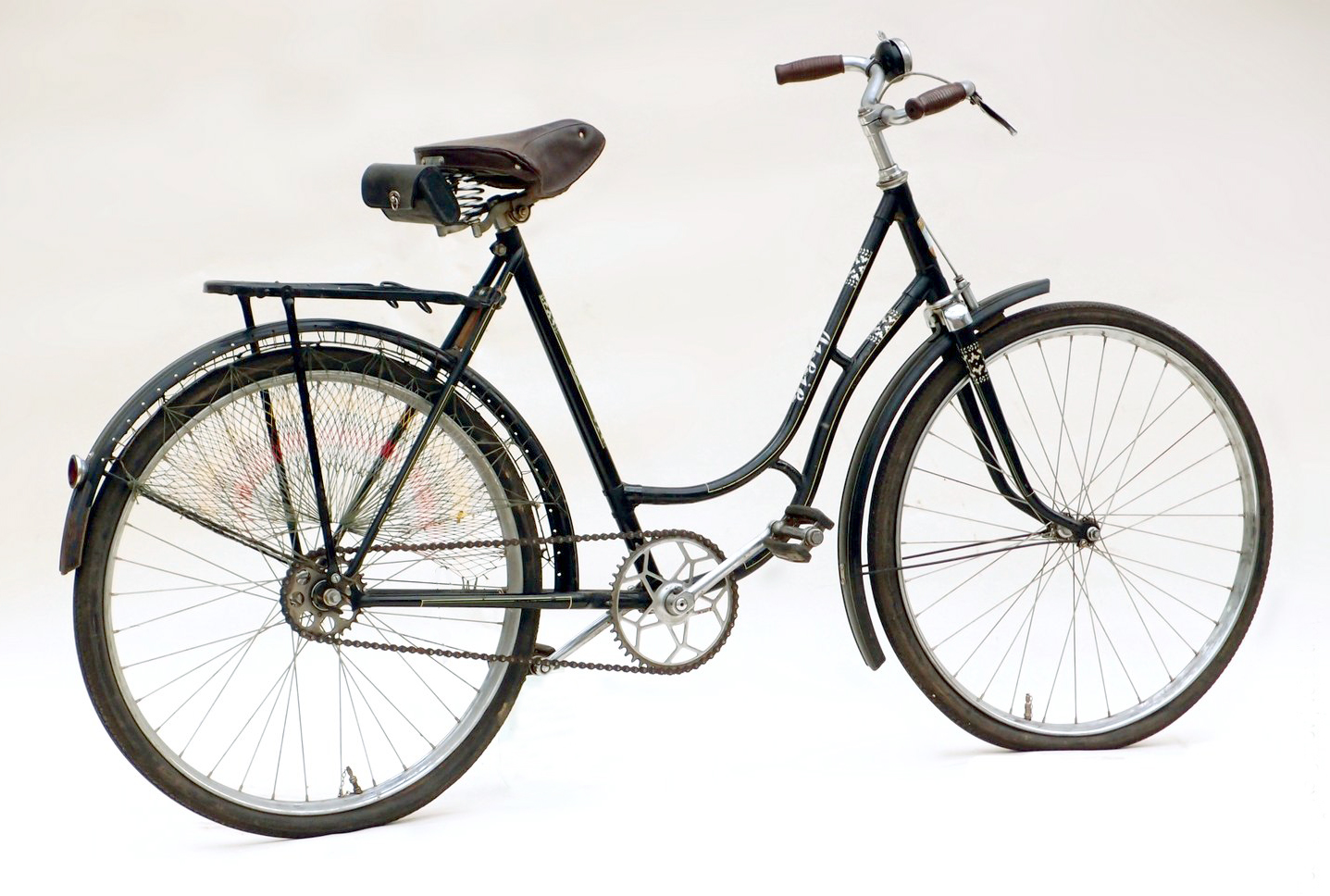
Велосипед В-22 «Львів» виробництва Львівського велозаводу, 1955 рік

Сідло з двома задніми вертикальними та десятьма горизонтальними пружинами. Верх сідла був кроєним, зшитим з м'якої шкіри з товстою вовняною підкладкою. На його задній частині кріпилася штампована хромована табличка з написом «Харьков», на моделі ЛВЗ «Львов». Велосипеди перших років випуску не оснащувались багажником, комплектувались фарою та генератором. На задньому крилі встановлювався круглий металевий катафот зі скляним відбивачем рубінового кольору.
В-22 мав різні варіанти фарбування . В основному велосипед був чорного та зеленого кольорів, декорований ліновками, деколями та трафаретними написами.
Виробництво моделі В-22 було припинено 1956 році.
Технічні характеристики велосипеда В-22
- База — 1130 мм
- Висота рами — 540 мм
- Висота каретки — 285 мм
- Кут нахилу рульової труби — 68 град.
- Кут нахилу підсідельної труби — 68 град.
- Розмір шин — 26 «х 1,75»
- Довжина шатунів — 170 мм
- Число зубців ведучої зірки — 48
- Число зубців задньої зірки — 19 або 20 (пізніші моделі — 22)
- Тип втулки заднього колеса — гальмівна типу «Торпедо»
- Ручне гальмо — з дією на шину переднього колеса
- Напрямок вигину керма — вгору
- Сідло — м'яке
- Кількість передач — 1
- Вага без приладдя — 16,5 кг
- Вага — 17 кг